# نادية الكتاني
نادية الكتاني محامية وسيدة أعمال مغربية لمجموعة من الشركات المغربية. سنة 2014 احتلت المرتبة 49 ضمن لائحة أكثر 200 امرأة عربية تأثيرا في العالم العربي في ترتيب مجلة « فوربس الشرق الأوسط »